# Kjøbenhavnsposten
Kjøbenhavnsposten var en dansk avis som udkom i perioden 2. januar 1827 – 31. marts 1859.
Avisen blev udgivet af Andreas Peter Liunge, og var en fortsættelse af avisen Aftenblad og Nyt Aftenblad, som udkom 1822 – 1826. Fra at være et blad, der primært beskæftigede sig med kulturstof, blev det i 1830'erne omformet til at være den borgerlige demokratiske oppositions mest radikale organ.
Fra 1835 blev Kjøbenhavnsposten udgivet af Liunge i fællesskab med Jens Giødwad og Orla Lehmann og bladets linje var på dette tidspunkt tilpasset den nationalliberale partilinje. Bidragyderne til bladets spalter var i denne periode bl.a. Anton Frederik Tscherning og Abraham Wessely. På dette tidspunkt havde avisen sit største oplag med bl.a. 1000 abonnenter, og udkom fra 1. september 1835 alle ugens dage om aftenen (om søndagen med Søndagsposten, som ophørte 1844).
I 1839 gik Giødwad, Lehmann og en række af bladets faste skribenter over til Fædrelandet, og Kjøbenhavnsposten forvandledes under Johan Peter Martin Grünes ledelse til at være af nærmest socialistisk observans, "Organ for det extreme Democratie", der ofte kom i skriftlig konflikt med de tidligere medarbejdere på Fædrelandet såvel som med loven.
Fra 1849 skiftede Grüne igen partilinje og bladet blev efterhånden til organ for den reaktionære royalisme der bekæmpede den nye demokratiske grundlov.

## Chefredaktører
Avisen havde i 1830'erne og 1840'erne en række stråmandsredaktører, som modtog de mange bøde- og fængselsstraffe bladet blev idømt for overtrædelse af Trykkefrihedsforordningen af 1799, men kun de egentligt virkende redaktører nævnes i nedenstående liste.
- Ove Thomsen 1827-1834
- A.P. Liunge 1834-1837
- Jens Giødwad & Orla Lehmann 1. april 1837 – 1839
- J.P.M. Grüne 11. april 1839 – 1859.